# Нунапичук (Аљаска)
Нунапичук (енгл. Nunapitchuk) град је у америчкој савезној држави Аљаска.

## Демографија
По попису из 2010. године број становника је 496, што је 30 (6,4%) становника више него 2000. године.
| Група                 | 2000.       | 2010.       |
| Амерички староседеоци | 445 (95,5%) | 475 (95,8%) |
| Белци                 | 16 (3,4%)   | 12 (2,4%)   |
| Афроамериканци        | 0 (0,0%)    | 0 (0,0%)    |
| Азијати               | 2 (0,4%)    | 0 (0,0%)    |
| Хиспаноамериканци     | 0 (0,0%)    | 0 (0,0%)    |
| Укупно                | 466         | 496         |